# Aeródromo Rapelhuapi
El Aeródromo Rapelhuapi (OACI: SCRP) es un terminal aéreo ubicado junto al Rapel, Provincia Cardenal Caro, Región del Libertador General Bernardo O'Higgins, Chile. Es de propiedad privada.